# Солидан (Пернамбуку)
Солидан (порт. Solidão) — муниципалитет в Бразилии, входит в штат Пернамбуку. Составная часть мезорегиона Сертан штата Пернамбуку. Входит в экономико-статистический микрорегион Вали-ду-Пажеу.